# Onthophagus cryptogenus
Onthophagus cryptogenus là một loài bọ cánh cứng trong họ Bọ hung (Scarabaeidae).